# Atachycines mjobergi
Atachycines mjobergi är en insektsart som först beskrevs av Lucien Chopard 1937.  Atachycines mjobergi ingår i släktet Atachycines och familjen grottvårtbitare. Inga underarter finns listade i Catalogue of Life.